# Łotewskie odznaczenia
| Baretka                                                                       | Nazwa polska                                                                                    | Nazwa łotewska                                                                                      | Ustanowienie                                                                  |                                                                               |
| Łotewskie ordery i odznaczenia państwowe (prezydenckie) w kolejności noszenia | Łotewskie ordery i odznaczenia państwowe (prezydenckie) w kolejności noszenia                   | Łotewskie ordery i odznaczenia państwowe (prezydenckie) w kolejności noszenia                       | Łotewskie ordery i odznaczenia państwowe (prezydenckie) w kolejności noszenia | Łotewskie ordery i odznaczenia państwowe (prezydenckie) w kolejności noszenia |
| ----------------------------------------------------------------------------- | ----------------------------------------------------------------------------------------------- | --------------------------------------------------------------------------------------------------- | ----------------------------------------------------------------------------- | ----------------------------------------------------------------------------- |
|                                                                               | Komandor Krzyża Wielkiego Orderu Trzech Gwiazd                                                  | Triju Zvaigžņu ordenis – lielkrusta komandieris                                                     | 1924/1994                                                                     |                                                                               |
|                                                                               | Wielki Oficer Orderu Trzech Gwiazd                                                              | Triju Zvaigžņu ordenis – lielvirsnieks                                                              | 1924/1994                                                                     |                                                                               |
|                                                                               | Komandor Orderu Trzech Gwiazd                                                                   | Triju Zvaigžņu ordenis – komandieris                                                                | 1924/1994                                                                     |                                                                               |
|                                                                               | Oficer Orderu Trzech Gwiazd                                                                     | Triju Zvaigžņu ordenis – virsnieks                                                                  | 1924/1994                                                                     |                                                                               |
|                                                                               | Kawaler Orderu Trzech Gwiazd                                                                    | Triju Zvaigžņu ordenis – kavalieris                                                                 | 1924/1994                                                                     |                                                                               |
|                                                                               | Komandor Krzyża Wielkiego Orderu Westharda (z mieczami)                                         | Viestura ordenis – lielkrusta komandieris (ar šķēpiem)                                              | 1938/1994                                                                     |                                                                               |
|                                                                               | Komandor Krzyża Wielkiego Orderu Westharda                                                      | Viestura ordenis – lielkrusta komandieris                                                           | 1938/1994                                                                     |                                                                               |
|                                                                               | Wielki Oficer Orderu Westharda (z mieczami)                                                     | Viestura ordenis – lielvirsnieks (ar šķēpiem)                                                       | 1938/1994                                                                     |                                                                               |
|                                                                               | Wielki Oficer Orderu Westharda                                                                  | Viestura ordenis – lielvirsnieks                                                                    | 1938/1994                                                                     |                                                                               |
|                                                                               | Komandor Orderu Westharda (z mieczami)                                                          | Viestura ordenis – komandieris (ar šķēpiem)                                                         | 1938/1994                                                                     |                                                                               |
|                                                                               | Komandor Orderu Westharda                                                                       | Viestura ordenis – komandieris                                                                      | 1938/1994                                                                     |                                                                               |
|                                                                               | Oficer Orderu Westharda (z mieczami)                                                            | Viestura ordenis – virsnieks (ar šķēpiem)                                                           | 1938/1994                                                                     |                                                                               |
|                                                                               | Oficer Orderu Westharda                                                                         | Viestura ordenis – virsnieks                                                                        | 1938/1994                                                                     |                                                                               |
|                                                                               | Kawaler Orderu Westharda (z mieczami)                                                           | Viestura ordenis – kavalieris (ar šķēpiem)                                                          | 1938/1994                                                                     |                                                                               |
|                                                                               | Kawaler Orderu Westharda                                                                        | Viestura ordenis – kavalieris                                                                       | 1938/1994                                                                     |                                                                               |
|                                                                               | Komandor Krzyża Wielkiego Krzyża Uznania                                                        | Atzinības krusts – lielkrusta komandieris                                                           | 1710/1938/2004                                                                |                                                                               |
|                                                                               | Wielki Oficer Krzyża Uznania                                                                    | Atzinības krusts – lielvirsnieks                                                                    | 1938/2004                                                                     |                                                                               |
|                                                                               | Komandor Krzyża Uznania                                                                         | Atzinības krusts – komandieris                                                                      | 1938/2004                                                                     |                                                                               |
|                                                                               | Oficer Krzyża Uznania                                                                           | Atzinības krusts – virsnieks                                                                        | 1938/2004                                                                     |                                                                               |
|                                                                               | Kawaler Krzyża Uznania                                                                          | Atzinības krusts – kavalieris                                                                       | 1938/2004                                                                     |                                                                               |
|                                                                               | Złota Odznaka Honorowa Orderu Trzech Gwiazd                                                     | Triju Zvaigžņu ordeņa Goda zīmes – zelta                                                            | 1924/1994                                                                     |                                                                               |
|                                                                               | Srebrna Odznaka Honorowa Orderu Trzech Gwiazd                                                   | Triju Zvaigžņu ordeņa Goda zīmes – sudraba                                                          | 1924/1994                                                                     |                                                                               |
|                                                                               | Brązowa Odznaka Honorowa Orderu Trzech Gwiazd                                                   | Triju Zvaigžņu ordeņa Goda zīmes – bronzas                                                          | 1924/1994                                                                     |                                                                               |
|                                                                               | Złota Odznaka Honorowa Orderu Westharda                                                         | Viestura ordeņa goda zīmes – zelta                                                                  | 1938/1994                                                                     |                                                                               |
|                                                                               | Srebrna Odznaka Honorowa Orderu Westharda                                                       | Viestura ordeņa goda zīmes – sudraba                                                                | 1938/1994                                                                     |                                                                               |
|                                                                               | Brązowa Odznaka Honorowa Orderu Westharda                                                       | Viestura ordeņa goda zīmes – bronzas                                                                | 1938/1994                                                                     |                                                                               |
|                                                                               | Złota Odznaka Honorowa Krzyża Uznania                                                           | Atzinības krusta goda zīme – zelta                                                                  | 1940/2004                                                                     |                                                                               |
|                                                                               | Srebrna Odznaka Honorowa Krzyża Uznania                                                         | Atzinības krusta goda zīme – sudraba                                                                | 1940/2004                                                                     |                                                                               |
|                                                                               | Brązowa Odznaka Honorowa Krzyża Uznania                                                         | Atzinības krusta goda zīme – bronzas                                                                | 1940/2004                                                                     |                                                                               |
| (w przygot.)                                                                  | Odznaka Pamiątkowa Uczestników Barykad 1991                                                     | 1991. gada barikāžu dalībnieka piemiņas zīme                                                        | 1999                                                                          |                                                                               |
| różne                                                                         | odznaczenia zagraniczne                                                                         | citu valstu apbalvojumi                                                                             | nie dot.                                                                      |                                                                               |
| Łotewskie nagrody wojskowe (resortowe) ministerstwa obrony                    |                                                                                                 | |                                                                               |                                                                               |
| (w przygot.)                                                                  | Nagroda Ministerstwa Obrony – Odznaka Honorowa „Za szczególny wkład w rozwój sektora obronnego” | Aizsardzības ministra apbalvojums – Goda zīme "Par īpašu ieguldījumu aizsardzības nozares izaugsmē" | 2020                                                                          |                                                                               |
|                                                                               | Nagroda Ministerstwa Obrony – „Odznaka Honorowa Uznania”                                        | Aizsardzības ministra apbalvojums – "Atzinības Goda Zīme"                                           | 1996                                                                          |                                                                               |
| (w przygot.)                                                                  | Nagroda Ministerstwa Obrony – Odznaka Honorowa „Za wkład w rozwój sił zbrojnych”                | Aizsardzības ministra apbalvojums – Goda zīme "Par ieguldījumu bruņoto spēku attīstībā"             | 1999                                                                          |                                                                               |
| gwiazda                                                                       | Odznaka Ministra Obrony                                                                         | Aizsardzības ministrijas krūšu zīme                                                                 | 1924/1996                                                                     |                                                                               |
| dyplom                                                                        | Dyplom Honorowy Ministra Obrony                                                                 | Aizsardzības ministrijas Goda raksts                                                                | 1996/2002                                                                     |                                                                               |
|                                                                               | Nagroda Ministerstwa Obrony – Medal Pamiątkowy „Promowanie Członkostwa Łotwy w NATO”            | Aizsardzības ministra apbalvojums – Piemiņas medaļa "Sekmējot Latvijas dalību NATO"                 | 2004                                                                          |                                                                               |
| (w przygot.)                                                                  | Nagroda Ministerstwa Obrony – Medal Pamiątkowy „Szczyt NATO 2006”                               | Aizsardzības ministra apbalvojums – Piemiņas medaļa "NATO samits 2006"                              | 2007                                                                          |                                                                               |
| Łotewskie nagrody wojskowe dowódcy wojsk lądowych                             |                                                                                                 | |                                                                               |                                                                               |
|                                                                               | Medal Honorowy D-cy Wojsk Lądowych Łotewskich Sił Zbrojnych "Za Zasługi" I Klasy                | Nacionālo bruņoto spēku Sauszemes spēku komandiera apbalvojuma Goda zīme "Par nopelniem" (1.pakāpe) | 2004                                                                          |                                                                               |
|                                                                               | Medal Honorowy D-cy Wojsk Lądowych Łotewskich Sił Zbrojnych "Za Zasługi" II Klasy               | Nacionālo bruņoto spēku Sauszemes spēku komandiera apbalvojuma Goda zīme "Par nopelniem" (2.pakāpe) | 2004                                                                          |                                                                               |
|                                                                               | Medal Honorowy D-cy Wojsk Lądowych Łotewskich Sił Zbrojnych "Za Zasługi" III Klasy              | Nacionālo bruņoto spēku Sauszemes spēku komandiera apbalvojuma Goda zīme "Par nopelniem" (3.pakāpe) | 2004                                                                          |                                                                               |
| Bałtyckie odznaczenia (wspólne łotewsko-litewsko-estońskie)                   |                                                                                                 | |                                                                               |                                                                               |
|                                                                               | Medal za udział w operacji Baltic Air Policing                                                  | Baltijas Gaisa patrulēšanas misija medaļa                                                           | 2012                                                                          |                                                                               |
|                                                                               | Złoty Medal Zasługi Baltic Defence College                                                      | –                                                                                                   | 2002                                                                          |                                                                               |
|                                                                               | Srebrny Medal Zasługi Baltic Defence College                                                    | –                                                                                                   | 2002                                                                          |                                                                               |
|                                                                               | Brązowy Medal Zasługi Baltic Defence College                                                    | –                                                                                                   | 2002                                                                          |                                                                               |
|                                                                               | Medal Zasługi Baltic Defence College (baretka ogólna)                                           | –                                                                                                   | 2002                                                                          |                                                                               |
|                                                                               | Baltic Defence College Service Cross                                                            | –                                                                                                   | –                                                                             |                                                                               |
| Łotewskie odznaczenia historyczne (1918–1940)                                 |                                                                                                 | |                                                                               |                                                                               |
|                                                                               | Order Pogromcy Niedźwiedzia I klasy                                                             | Lāčplēša Kara ordenis I šķiras                                                                      | 1919                                                                          |                                                                               |
|                                                                               | Order Pogromcy Niedźwiedzia II klasy                                                            | Lāčplēša Kara ordenis II šķiras                                                                     | 1919                                                                          |                                                                               |
|                                                                               | Order Pogromcy Niedźwiedzia III klasy                                                           | Lāčplēša Kara ordenis III šķiras                                                                    | 1919                                                                          |                                                                               |
| (w przygot.)                                                                  | Znak Pamiątkowy Wojny Wyzwoleńczej                                                              | Atbrīvošanas kara piemiņas zīme                                                                     | 1922                                                                          |                                                                               |
|                                                                               | Medal 10-lecia Wojny Wyzwoleńczej (z mieczami)                                                  | Atbrīvošanas cīṇu 10 gadu jubilejas piemiṇas medaļa (ar šķēpiem)                                    | 1928                                                                          |                                                                               |
| (w przygot.)                                                                  | Medal 10-lecia Wojny Wyzwoleńczej                                                               | Atbrīvošanas cīṇu 10 gadu jubilejas piemiṇas medaļa                                                 | 1928                                                                          |                                                                               |
|                                                                               | Krzyż Zasługi Obrońców                                                                          | Aizsargi Nopelnu krusts                                                                             | 1927                                                                          |                                                                               |
|                                                                               | Medal Aizsargów „Za Pracowitość”                                                                | Aizsargu medaļa "Par centību"                                                                       | 1939                                                                          |                                                                               |
| (w przygot.)                                                                  | Medal Pomnika Wolności                                                                          | Brīvības pieminekļa Medalis                                                                         | 1938                                                                          |                                                                               |
| (w przygot.)                                                                  | Odznaczenia Łotewskiego Czerwonego Krzyża                                                       | Latvijas Sarkanā Krusta apbalvojumi                                                                 | po 1918                                                                       |                                                                               |
| (w przygot.)                                                                  | Odznaczenia Towarzystwa do Walki z Gruźlicą                                                     | | 1923                                                                          |                                                                               |
| (w przygot.)                                                                  | Gwiazda Związków Strażackich Krajów Bałtyckich                                                  | | 1926                                                                          |                                                                               |
| (w przygot.)                                                                  | Odznaka Honorowa Za wybitne zasługi w walce z ogniem                                            | | 1926                                                                          |                                                                               |
| (w przygot.)                                                                  | Medal Łotewskiego Związku Straży Pożarnej                                                       | | 1931                                                                          |                                                                               |
| (w przygot.)                                                                  | Odznaka Honorowa Za ratowanie życia ludzkiego przed ogniem i innymi niebezpieczeństwami         | | 1926                                                                          |                                                                               |
| (w przygot.)                                                                  | Medal Łotewskiego Związku Ratownictwa Wodnego                                                   | | 1930                                                                          |                                                                               |
| (w przygot.)                                                                  | Odznaka Honorowa Łotewskiego Towarzystwa Obronnego                                              | | 1923                                                                          |                                                                               |
| (w przygot.)                                                                  | Odznaka Honorowa Łotewskiego Aeroklubu                                                          | | 1935                                                                          |                                                                               |
| (w przygot.)                                                                  | Odznaczenie Łotewskich Jastrzębi                                                                | | 1923                                                                          |                                                                               |
| (w przygot.)                                                                  | Odznaczenie Organizacji Skautów                                                                 | | 1923                                                                          |                                                                               |
| (w przygot.)                                                                  | Odznaka Honorowa Państwowego Urzędu Statystycznego                                              | | 1935                                                                          |                                                                               |
| (w przygot.)                                                                  | Medal Żeńskiego Korpusu Pomocniczego                                                            | | po 1919                                                                       |                                                                               |